# Albrecht Weber
Albrecht Weber (Boroszló, 1825. február 17. – Berlin, 1901. november 30.) német szanszkritista nyelvész.

## Életútja
Egyetemi tanulmányait, melyek az ind nyelvészeten kivül az arab, kopt, finn és tatárra is kiterjeszkedtek, Boroszlóban, Bonnban és Berlinben végezte. 1846-ban állami ösztöndíjjal Angliába utazott, ahol a keleti kéziratgyűjteményekben buvárkodott. 1848-ban magán, 1856-ban rendkívüli és 1867-ben rendes tanára lett az ó-ind nyelv és irodalomnak a berlini egyetemen. Weber egyike volt a legkitűnőbb indianistáknak, aki 49 éves tanárkodás alatt nagy iskolát alapított; az ő iskolájából kerültek ki a leghíresebb európai szánszkrit nyelvészek, mint Whitney, Kern, Kielhorn, Pischel, Bréal, Delbrück, Minajev, Kuhn, Eggeling, Geiger, Thibaut, Zimmer stb. 1857-től tagja volt a berlini tudományos akadémiának. Ötvenéves doktori jubileumára tanítványai kiadták a Gurjelpujjelkaum udjel-it (Lipcse, 1896).

## Főbb művei
- Yajurveda, the White (Berlin 1849-59, 3 kötet)
- Indische Skizzen (uo. 1857)
- Vorlesungen über indische Literaturgeschichte (uo. 1852, új kiad. uo. 1878, angolul 2. kiad. London, 1882)
- Indische Streifen (Berlin és Lipcse 1871-72, 2 kötet)
- Über das Saptaçatakam des Hjella (uo. 1879)
- Das Saptaçatakam des Hâla (uo. 1881)
- Pancadandachattraprabandha, ein Märchen (uo. 1879)
- Über das Râmâyana (uo. 1870)
- Verzeichniss der Berliner Sanskrit-und Prakrithandschriften (uo. 1853-91, 4 kötet)
- Die Griechen in India (uo. 1890)